# Condado del Burgo de Lavezaro
El Condado del Burgo de Lavezaro es un título nobiliario otorgado en Italia por el rey Felipe II de España, en su condición de soberano del Ducado de Milán, el 12 de octubre de 1591, a favor de Rafael Manrique de Lara.
Rafael Manrique de Lara, señor de Villaverde, fue nombrado gobernador de Cremona en 1584 por el Duque de Milán, el rey Felipe II de España. Era el quinto hijo del tercer conde de Paredes de Navas. Se le recuerda también por ser mecenas de pintores y artistas italianos de su época.
La denominación del título hace referencia a la localidad italiana de Borgolavezzaro, en la provincia de Novara, región de Piamonte, con 2.013 habitantes censados en el año 2009. Este título también puede ser conocido con las denominaciones no oficiales de Borgo di Lavezzaro, o Burgo-Labeçar, o Burgo Labeçaro, o Burgo-Labiçar.
El título fue rehabilitado en 1953, por el Jefe del Estado Francisco Franco, a favor de Joaquín Manglano y Cucaló.
El actual titular, desde 2002, es Joaquín Manglano de Puig, VIII conde del Burgo de Lavezaro, caballero de honor y devoción de la Soberana Orden Militar de Malta, abogado.

## Condes del Burgo de Lavezaro
|                                                                   | Titular                                                           | Periodo                                                           |
| Creado en 1591 por el Duque de Milán, el rey Felipe II de España. | Creado en 1591 por el Duque de Milán, el rey Felipe II de España. | Creado en 1591 por el Duque de Milán, el rey Felipe II de España. |
| ----------------------------------------------------------------- | ----------------------------------------------------------------- | ----------------------------------------------------------------- |
| I                                                                 | Rafael Manrique de Lara                                           | 1591-1599                                                         |
| II                                                                | Rodrigo Manrique de Lara                                          | 1599-?                                                            |
| III                                                               | Giorgio Manrique de Lara                                          | ?-1609 o post.                                                    |
| IV                                                                | Rodrigo Manrique de Lara                                          | 1609 o post. - 1619 o antes.                                      |
| V                                                                 | (...)                                                             |                                                                   |
| Rehabilitado en 1953 por el Jefe del Estado Francisco Franco.     |                                                                   |                                                                   |
| VI                                                                | Joaquín Manglano y Cucaló de Montull                              | 1953-1955                                                         |
| VII                                                               | Joaquín Manglano y Baldoví                                        | 1955-2002                                                         |
| VIII                                                              | Joaquín Manglano de Puig                                          | 2002-actual titular                                               |

## Historia de los condes del Burgo de Lavezaro
- Rafael Manrique de Lara (?-1599), I conde del Burgo de Lavezaro, señor de Villaverde, gobernador de Cremona (Ducado de Milán).

Tuvo tres hijos: Rodrigo (que sigue), Giorgio (que seguirá), y Laura Manrique de Lara.
Le sucedió su hijo primogénito:
- Rodrigo Manrique de Lara, II conde del Burgo de Lavezaro, señor de Villaverde.

Sin descendencia. Le sucedió su hermano:
- Giorgio Manrique de Lara, III conde del Burgo de Lavezaro, señor de Villaverde.

Otorga testamento en Milán, en 1609.
1. Casó con Maddalena Cicogna, hija de Giovanno Angelo Cicogna, noble milanés.

De dicho matrimonio nacieron, cuatro hijos:
1. Rodrigo Manrique de Lara, que sigue;
2. Ippolita Manrique de Lara, señora de Burgo de Lavezaro, señora de Villaverde; Casó en 1621 con Juan Díaz Zamorano, Sargento mayor de tercio de Lombardía;
3. Francesca Manrique;
4. Laura Manrique;

Extramatrimonialmente, nació Juana Manrique, hija de Magdalena.
Le sucedió su hijo primogénito:
- Rodrigo Manrique de Lara, IV conde del Burgo de Lavezaro, señor de Villaverde.

Fallecido antes de 1619. Sin datos sobre su descendencia ni la sucesión del título.
Rehabilitado en 1953, a favor de:
- Joaquín Manglano y Cucaló de Montull (1892-1985), VI conde del Burgo de Lavezaro, XVIII barón de Llaurí, grande de España, II marqués de Altamira de Puebla, XIII barón de Alcalalí y San Juan de Mosquera, II barón de Beniomer, XV barón de Cárcer, caballero de la Orden de Montesa, presidente de la Real Hermandad del Santo Cáliz de Valencia, miembro del Real Cuerpo de Nobleza de Cataluña. Político tradicionalista valenciano: presidente de la Junta Tradicionalista del Reino de Valencia, diputado a Cortes (1919-1920 y 1933-1936), procurador en Cortes (1943, y 1952-1967), alcalde de Valencia (1939-1943). Doctor en Derecho y en Filosofía y Letras.

1. Casó, en 1922, con María del Pilar Baldoví y Miquel (1902-1999).

De dicho matrimonio nacieron cinco hijos:
1. Joaquín Manglano y Baldoví, que sigue;
2. Gonzalo Manglano y Baldoví (n.1926), III marqués de Altamira de Puebla, Caballero de Honor y Devoción de la Soberana Orden Militar de Malta. Abogado. Casó en 1970 con Sylvia de Garay y Rodríguez-Bauzá (n.1943). Dos hijos: Gonzalo y Pablo.
3. Luis Manglano y Baldoví (n.1930), XVI barón de Cárcer, Caballero de Honor y Devoción de la Soberana Orden Militar de Malta. Ingeniero Agrónomo.
4. Javier Manglano y Baldoví (n.1932-1979), III barón de Beniomer, Caballero en Obediencia de la Soberana Orden Militar de Malta. Abogado. Soltero, sin sucesión.
5. Vicente Manglano y Baldoví (n.1933-1990), XIV barón de Alcalalí y San Juan de Mosquera; Caballero de Honor y Devoción, y Gran Cruz, de la Soberana Orden Militar de Malta. Doctor en Medicina. Soltero, sin sucesión.

En el Condado del Burgo de Lavezaro, le sucedió, en 1955, por cesión inter vivos, su hijo:
- Joaquín Manglano y Baldoví (1923-2011), VII conde del Burgo de Lavezaro, XIX barón de Llaurí, grande de España, XV barón de Alcalalí y San Juan de Mosquera, IV barón de Beniomer, IV Barón de Vallvert, Decano de la Soberana Orden Militar de Malta en España, Comendador de la Orden al Mérito Melitense.

1. Casó, en 1961, con María del Dulce Nombre de Puig y Fontcuberta.

De dicho matrimonio nacieron cinco hijos:
1. Verónica Manglano de Puig (n.1962), XX baronesa de Llaurí, grande de España, Dama de Honor y Devoción de la Soberana Orden Militar de Malta. Casó en 1989 con Alfonso García-Menacho y Osset, Coronel de Artillería, hijo del III marqués de Santa Marina. Con descendencia.
2. Joaquín Manglano de Puig (n.1963), que sigue;
3. Marta Manglano de Puig (n.1966), V baronesa de Beniomer, Dama de Honor y Devoción de la Soberana Orden Militar de Malta. Casó en 1999 con Timmo Henseler, natural de Ámsterdam, Holanda. Con descendencia.
4. Cristina Manglano de Puig (n.1970), V Baronesa de Vallvert, Dama de Honor y Devoción de la Soberana Orden Militar de Malta y del Real Estamento de Gerona. Casó en 1997 con Francisco-Berenguer de Yturbe y Carreras-Candi. Con descendencia.
5. Carmen Manglano de Puig (n.1976), Dama de Honor y Devoción de la Soberana Orden Militar de Malta. Casó en 1999 con David Wansik, natural de Bruselas, Bélgica. Con descendencia.

Le sucedió, en 2002,  por cesión inter vivos, su hijo:
- Joaquín Manglano de Puig (n.1963), VIII conde del Burgo de Lavezaro, Caballero de Honor y Devoción de la Soberana Orden Militar de Malta. Abogado. Permanece soltero; sin descendencia actual.

Actual titular.